# おうし座DH星
おうし座DH星は、太陽系から約460光年の距離に存在する恒星。年齢は約100万年、質量は太陽の67%。

## 伴星
2005年、国立天文台・神戸大学・東京大学・総合研究大学院大学の研究チームは、おうし座DH星から約330天文単位離れた伴星おうし座DH星B（おうし座DH星b）を発見した。この伴星は、表面温度が2,700-2,800Kで、木星の約40倍（太陽の4%）の質量を持つ褐色矮星であるとみられる。ただし、別のチームによる観測では質量を木星の約11倍だとしている。2020年には、直接観測によりBに円盤または衛星（おうし座DH星Bb）が存在している可能性が示されている。しかし、主星が褐色矮星である可能性があるため、そうであった場合褐色矮星の周囲を公転する惑星となる。
| 名称 （恒星に近い順） | 質量                | 軌道長半径 （天文単位） | 公転周期 (日) | 軌道離心率 | 軌道傾斜角 | 半径 |
| --------------------- | ------------------- | ----------------------- | ------------- | ---------- | ---------- | ---- |
| B（b）                | 11.0+0.01 −0.003 MJ | 330.0                   | —             | —          | —          | —    |